# Turbessel
Turbessel (también conocido por Tilbeşar) es una fortaleza fundada por los Cruzados, en la actual Turquía.
Se encuentra entre las localidades de Belören y Gündoğan Yeniköy en la provincia de Gaziantep, en Turquía. A 12 km al sur de Oguzeli y 28 km al sureste de Gaziantep, en el valle del río Sajur, un afluente del Éufrates.
Está situado en un importante valle que es una ruta natural para ir de la Mesopotamia superior a la meseta de Anatolia, que hace que tenga un gran valor estratégico la posición de la fortaleza.
- Datos: Q767968